# Les Patriotes
Les Patriotes (dt.: Die Patrioten, Abkürzung LP) ist eine französische, rechtsextreme Kleinpartei, die nationalistische und EU-skeptische Thematiken vertritt und durch Abspaltung vom Front National entstand. Geführt wird sie von Florian Philippot, einem ehemaligen Vertrauten von Marine Le Pen.

## Hintergrund
Die Partei wurde im Herbst 2017 durch den ehemaligen Vizepräsidenten des Front National, Florian Philippot, gegründet. Zuvor bestand sie seit Frühjahr 2017 schon als Plattform innerhalb des FN.
Les Patriotes strebt den Austritt Frankreichs aus der Europäischen Union und insbesondere aus der Eurozone an.
Im Oktober 2017 verließen Philippot sowie Mireille d’Ornano und Sophie Montel die FN-dominierte ENF-Fraktion im Europaparlament und schlossen sich der Fraktion Europa der Freiheit und der direkten Demokratie an, der unter anderem die Mitglieder der britischen UKIP und der Alternative für Deutschland (AfD) angehörten.
Im November schloss sich mit José Evrard (FN) ein Abgeordneter der Nationalversammlung der LP an. Montel trat Anfang Juli 2018 aus der Partei aus und beschuldigte Philippot der Unterschriftenfälschung.
Ursprünglich zielte die Partei auf ein Wahlergebnis von über 5 % bei den Europawahlen im Mai 2019 die Partei erreichte bei der Wahl im Mai 2019 letztlich nur 0,65 % und scheiterte somit an der 5-Prozent-Sperrklausel in Frankreich.
2020 verließ José Evrard die Partei und schloss sich Debout la France an.
Florian Philippot kandidierte bei den Kommunalwahlen 2020 in Forbach. Seine Liste erreichte im ersten Wahlgang 9,7 % der Stimmen. Im Juni 2021 führte er bei den Regionalwahlen in der Region Grand Est die gegen die Corona-Maßnahmen gerichtete Liste „Liberté“ (Freiheit) an. Sie vereinigte außer Mitglieder von Les Patriotes auch die christlich-konservative Kleinpartei VIA („Voie du peuple“, Stimme des Volkes).
Im ersten Wahlgang erreichte er aber nur 6,95 % der Stimmen. Les Patriotes verloren damit alle ihre Mandate in den Regionalräten.